# Martijn Roosenburg
Martijn Roosenburg (Leeuwarden, 14 april 1985) is een Nederlands voetballer spelend bij ONS Sneek.
Roosenburg speelde van het seizoen 2003/04 tot en met 2006/07 in totaal 85 wedstrijden voor Cambuur Leeuwarden, hij maakte in die periode zeven doelpunten. Hierna ging hij naar Cyprus waar hij in het seizoen 2007/08 voor Onisilos Sotira speelde in de Cypriotische tweede divisie (21 wedstrijden, 11 doelpunten). In het seizoen 2008/09 speelde hij twaalf wedstrijden voor Nea Salamina Famagusta op hetzelfde niveau. Hierna verkaste hij naar amateurclub SC Joure waar hij na onenigheid stopte. Sinds januari 2010 speelt hij voor de Hoofdklasser ONS Sneek.